# استان آئوموری
استان آئوموری (به ژاپنی: 青森県) یکی از استان‌های کشور ژاپن است. شهر های این استان در اطراف دره و جنگل ها قرار گرفته اند. در این شهر حیوانات زیادی وجود دارد مانند ماهی ژاپنی، مرغ دریایی و انواع مختلف اردک و غاز.
این استان در ناحیه توهوکو قرار دارد و مرکز این استان، شهر آئوموری است. این شهر در سال ۱۸۸۹ بنیاد شده‌است.